# Gian Piero Reverberi
Gian Piero Reverberi (Genova, 29 luglio 1939) è un compositore, arrangiatore, direttore d'orchestra e pianista italiano naturalizzato svizzero, fratello di Gian Franco Reverberi.

## Biografia
Studiò pianoforte con Guglielmina Mezzo Ricci. Diplomatosi al Conservatorio Niccolò Paganini di Genova in pianoforte nel 1959 e in composizione con il maestro Sergio Lauricella il 24 luglio 1963, si esibì a 24 anni dirigendo un suo concerto per pianoforte e orchestra. Contemporaneamente si interessa alla musica leggera e alla "scuola genovese", in quegli anni particolarmente fertile.
Nel 1957 inizia la carriera di arrangiatore per la musica leggera: il suo primo lavoro è per il brano La gatta di Gino Paoli. Oltre che con Paoli lavora con Luigi Tenco, quindi con l'esordiente Fabrizio De André presso la Karim e con il quale proseguirà nel corso degli anni sessanta un proficuo lavoro di collaborazione (sue le orchestrazioni dei primi quattro album del cantautore, come anche di Senza orario senza bandiera dei New Trolls e di altri progetti sempre legati a De André). Importante anche la collaborazione con Lucio Battisti, che Reverberi segue tra il 1970 e il 1973. Come produttore è attivo, tra gli altri, con i New Trolls e con Le Orme.
Tra gli anni settanta e ottanta lavora per artisti come Mina, Ornella Vanoni, Lucio Dalla, Paul Anka, Patty Pravo, Sergio Endrigo e Umberto Balsamo.
Nel 1979 fonda il gruppo Rondò Veneziano e raggiunge l'apice del successo vendendo 30 milioni di copie in tutta Europa, con un repertorio di temi originali in stile baroccheggiante su basi ritmiche moderne.
È anche un collezionista di arte contemporanea.

## Composizioni
- Sinfonietta per orchestra d'archi.
- 1 concerto per pianoforte e orchestra.
- 1 concerto per archi e clavicembalo.
- 2 studi per armonica a bocca solista.
- 1 concerto per armonica a bocca e orchestra.
- 2 suite per armonica a bocca e orchestra.
- Bach-gammon (2011, composizione per l'Ecoensemble Trio).
- Domine Jesus Christi.
- In Dominicis adventus.
- Introduzione parte I - Introduzione parte II.
- Kyrie.
- Mini studio.
- Minuetto berceuse.
- Passacaglia minore.
- Preludio, fantasia e corale per pianoforte.
- Preludio studio.
- Recordare.
- Requiem solemnis.
- Sette improvvisi, op. 11, uno studio.
- Scherzo 3C.

## Discografia
- 1966 – Lui non t'ama come me/Sono momenti/Ti penso e prego (Orchestra di Gian Piero Reverberi)
- 1969 – Plenilunio d'agosto/Dialogo d'Amore
- 1971 – Messaggio per te (musica di Gian Piero Reverberi)/Hot Underground Group
- 1975 – Reverberi
- 1976 – Timer
- 1977 – Stairway to Heaven
- 1990 – Colonna sonora per l'International Tennis Tournament di Monaco di Baviera con l'album GSC - Open Universe (BMG Ariola)
- 1993 – L'antivirtuoso

## Colonne sonore
- 1964 – Colonna sonora (collaborazione) de Les aventures de Robinson Crusoë (The Adventures of Robinson Crusoe), telefilm trasmesso dalla BBC nella versione inglese del 1965, regia di Jean Sacha
- 1965 – Colonna sonora (collaborazione) di Don Quijote von der Mancha, telefilm, regia di Jacques Bourdon, Louis Grospierre e Carlo Rim
- 1965 – Colonna sonora (collaborazione) de La guerra segreta (The Dirty Game), regia di Christian-Jaque, Werner Klingler, Carlo Lizzani e Terence Young
- 1967 – Colonna sonora (collaborazione) di Una colt in pugno al diavolo, regia di Sergio Bergonzelli
- 1967 – Colonna sonora (collaborazione) de L'immensità (La ragazza del Paip's), regia di P. V. O. De Fina
- 1967 – Colonna sonora (collaborazione) di Una iena in cassaforte, regia di Cesare Canevari
- 1967 – Colonna sonora (collaborazione) di Stasera mi butto, regia di Ettore Maria Fizzarotti
- 1968 – Colonna sonora (direzione d'orchestra) de La morte non ha sesso, regia di Massimo Dallamano
- 1968 – Colonna sonora (collaborazione) di Preparati la bara!, regia di Ferdinando Baldi
- 1969 – Colonna sonora (collaborazione) de La filibusta, serie televisiva della RAI, regia di Beppe Recchia
- 1969 – Colonna sonora (collaborazione) de I viaggi di Gulliver, programma televisivo
- 1970 – Colonna sonora (collaborazione) de La ragazza del prete, regia di Domenico Paolella
- 1972 – Colonna sonora (collaborazione) di Torino nera, regia di Carlo Lizzani
- 1975 – Colonna sonora de Le malizie di Venere / Venere nuda, regia di Massimo Dallamano
- 1982 – Colonna sonora (collaborazione) di Scusa se è poco, regia di Marco Vicario
- 1983 – Colonna sonora (arrangiamenti) di Champagne in paradiso, regia di Aldo Grimaldi
- 1983 – Colonna sonora (collaborazione) di Monaco Franze – Der ewige Stenz, telefilm, regia di Helmut Dietl e Franz Geiger
- 1985 – Colonna sonora di Not Quite Jerusalem, regia di Lewis Gilbert

## Canzoni scritte per altri interpreti
| Anno | Titolo                             | Autori del testo                                   | Autori della musica                                                        | Interpreti           |
| ---- | ---------------------------------- | -------------------------------------------------- | -------------------------------------------------------------------------- | -------------------- |
| 1966 | A te posso anche dirlo             | Saro Leva                                          | Gian Piero Reverberi, Laura Giordano                                       | Lorena Quilici       |
| 1964 | Als je me zou verlaten             | Saro Leva                                          | Gian Piero Reverberi                                                       | John Lamers          |
| 1964 | Gli altri                          | Beppe Cardile                                      | Gian Piero Reverberi, Beppe Cardile                                        | Beppe Cardile        |
| 1970 | Amore vero                         | Saro Leva                                          | Gian Piero Reverberi, Laura Giordano                                       | Lucia Rizzi          |
| 1973 | Aquile blu                         | Marco Zoccheddu, Guido Trentin, Franco Loprevite   | Gian Piero Reverberi, Marco Zoccheddu, Guido Trentin, Roberto Callero      | Duello Madre         |
| 1970 | Arcipelago                         | Adolfo Perani, Franco Franchi                      | Gian Franco Reverberi, Gian Piero Reverberi                                | The Underground Set  |
| 1970 | Ave Maria                          | Fabrizio De André                                  | Gian Piero Reverberi, Fabrizio De André                                    | Fabrizio De André    |
| 1960 | Prima di andarmene                 | Giorgio Calabrese                                  | Gian Piero Reverberi                                                       | Lucia Mannucci       |
| 1962 | Non siamo tutti eroi               | Piero Ciampi                                       | Gian Piero Reverberi                                                       | Piero Ciampi         |
| 1963 | Non ti scordare mai                | Tullio Romano                                      | Marcello Minerbi, Gian Piero Reverberi                                     | Los Marcellos Ferial |
| 1963 | Se mi vuoi lasciare                | Saro Leva                                          | Gian Piero Reverberi                                                       | Michele              |
| 1963 | Cosa vuoi da me                    | Saro Leva                                          | Gian Piero Reverberi                                                       | Michele              |
| 1963 | No, non è vero                     | Saro Leva                                          | Gian Piero Reverberi                                                       | Michele              |
| 1963 | Piango                             | Saro Leva                                          | Gian Piero Reverberi                                                       | Michele              |
| 1963 | Ma se tu vorrai                    | Ettore Russo                                       | Gian Piero Reverberi                                                       | Michele              |
| 1963 | Sei convinta                       | Vito Pallavicini                                   | Gian Piero Reverberi                                                       | Michele              |
| 1963 | Ma neanche per idea                | Saro Leva                                          | Gian Piero Reverberi                                                       | Michele              |
| 1963 | Se proprio vuoi saperlo            | Saro Leva                                          | Gian Piero Reverberi                                                       | Michele              |
| 1964 | Ti ringrazio perché                | Sergio Bardotti                                    | Gian Franco Reverberi, Gian Piero Reverberi                                | Michele              |
| 1964 | Se mi vuoi bene (vieni via con me) | Saro Leva                                          | Gian Piero Reverberi                                                       | Giordano Colombo     |
| 1964 | Sono momenti                       | Aldo Cioffi                                        | Gian Piero Reverberi                                                       | Alberto Mazzuccato   |
| 1965 | Dopo i giorni dell'amore           | Sergio Bardotti                                    | Gian Franco Reverberi, Gian Piero Reverberi                                | Michele              |
| 1965 | Tu non pensi più a me              | Elio Mereu                                         | Gian Piero Reverberi, Giorgio Guglieri                                     | Valeria Piaggio      |
| 1965 | Io non volevo                      | Saro Leva                                          | Gian Piero Reverberi                                                       | Giordano Colombo     |
| 1966 | Se lo dici tu                      | Saro Leva                                          | Gian Piero Reverberi                                                       | Caterina Caselli     |
| 1966 | Proprio io                         | Saro Leva                                          | Gian Piero Reverberi, Laura Giordano                                       | Emanuela Tinti       |
| 1966 | Se tu improvvisamente              | Vittoriano Benvenuti                               | Gian Piero Reverberi                                                       | Emanuela Tinti       |
| 1967 | Bocca di Rosa                      | Fabrizio De André                                  | Gian Piero Reverberi, Fabrizio De André                                    | Fabrizio De André    |
| 1967 | Mi amerai un po' di più            | Clelia Petracchi                                   | Gian Piero Reverberi                                                       | Edda Ollari          |
| 1967 | Un amore                           | Saro Leva                                          | Gian Piero Reverberi                                                       | Donatella Moretti    |
| 1968 | Tu cuore mio                       | Saro Leva, Clelia Petracchi                        | Gian Piero Reverberi                                                       | Wilma Goich          |
| 1968 | Ho veduto                          | Fabrizio De André, Riccardo Mannerini              | Gian Piero Reverberi, Vittorio De Scalzi, Nico Di Palo                     | New Trolls           |
| 1968 | Vorrei comprare una strada         | Fabrizio De André, Riccardo Mannerini              | Gian Piero Reverberi, Fabrizio De André, Vittorio De Scalzi, Nico Di Palo  | New Trolls           |
| 1968 | Signore, io sono Irish             | Fabrizio De André, Riccardo Mannerini              | Gian Piero Reverberi, Vittorio De Scalzi, Nico Di Palo                     | New Trolls           |
| 1968 | Susy Forrester                     | Fabrizio De André                                  | Gian Piero Reverberi, Vittorio De Scalzi, Nico Di Palo                     | New Trolls           |
| 1968 | Duemila                            | Fabrizio De André, Riccardo Mannerini              | Gian Piero Reverberi, Vittorio De Scalzi, Nico Di Palo                     | New Trolls           |
| 1968 | Ti ricordi Joe                     | Fabrizio De André, Riccardo Mannerini              | Gian Piero Reverberi, Vittorio De Scalzi, Nico Di Palo                     | New Trolls           |
| 1968 | Padre O'Brian                      | Gian Piero Reverberi, Saro Leva, Fabrizio De André | Gian Piero Reverberi, Fabrizio De André, Vittorio De Scalzi, Nico Di Palo  | New Trolls           |
| 1968 | Tom Flaherty                       | Fabrizio De André, Riccardo Mannerini              | Gian Piero Reverberi, Nico Di Palo, Vittorio De Scalzi                     | New Trolls           |
| 1969 | Le strade del mondo                | Umberto Simonetta, Enrico Vaime                    | Gien Piero Reverberi, Fabrizio De André                                    | Laura Olivari        |
| 1969 | Cammino... e piango                | Saro Leva                                          | Gian Piero Reverberi, Laura Giordano                                       | Laura Olivari        |
| 1969 | Dove finisce il mare               | Saro Leva                                          | Gien Piero Reverberi                                                       | Rosanna Fratello     |
| 1969 | Il mio coraggio                    | Luciano Beretta                                    | Gian Piero Reverberi, Laura Giordano                                       | Ornella Vanoni       |
| 1970 | Laudate Dominum                    | Fabrizio De André                                  | Gian Piero Reverberi, Fabrizio De André                                    | Fabrizio De André    |
| 1970 | L'infanzia di Maria                | Fabrizio De André                                  | Gian Piero Reverberi, Fabrizio De André                                    | Fabrizio De André    |
| 1970 | Il ritorno di Giuseppe             | Fabrizio De André                                  | Gian Piero Reverberi, Fabrizio De André                                    | Fabrizio De André    |
| 1970 | Il sogno di Maria                  | Fabrizio De André                                  | Gian Piero Reverberi, Fabrizio De André                                    | Fabrizio De André    |
| 1970 | Maria nella bottega del falegname  | Fabrizio De André                                  | Gian Piero Reverberi, Fabrizio De André                                    | Fabrizio De André    |
| 1970 | Via della croce                    | Fabrizio De André                                  | Gian Piero Reverberi, Fabrizio De André                                    | Fabrizio De André    |
| 1970 | Laudate hominem                    | Fabrizio De André                                  | Gian Piero Reverberi, Fabrizio De André                                    | Fabrizio De André    |
| 1971 | Il mondo gira                      | Luigi Tenco                                        | Gian Franco Reverberi, Gian Piero Reverberi                                | Nicola Di Bari       |
| 1971 | Una lettera                        | Bruno Lauzi                                        | Gian Piero Reverberi, Laura Giordano                                       | Corrado Pani         |
| 1971 | Corale                             | -                                                  | Gian Piero Reverberi, Laura Giordano                                       | Corrado Pani         |
| 1972 | Deserto                            | Eugenio Rondinella                                 | Gian Piero Reverberi, Laura Giordano                                       | Maurizio             |
| 1973 | Tornerò                            | Saro Leva                                          | Gian Piero Reverberi, Andrea Sacchi                                        | Nomadi               |
| 1974 | Contrappunti                       | -                                                  | Gian Piero Reverberi, Aldo Tagliapietra, Antonio Pagliuca                  | Le Orme              |
| 1974 | Frutto acerbo                      | -                                                  | Gian Piero Reverberi, Aldo Tagliapietra, Antonio Pagliuca                  | Le Orme              |
| 1974 | Aliante                            | -                                                  | Gian Piero Reverberi, Aldo Tagliapietra, Antonio Pagliuca                  | Le Orme              |
| 1974 | India                              | -                                                  | Gian Piero Reverberi, Aldo Tagliapietra, Antonio Pagliuca                  | Le Orme              |
| 1974 | Il fabbricante d'angeli            | -                                                  | Gian Piero Reverberi, Aldo Tagliapietra, Antonio Pagliuca                  | Le Orme              |
| 1974 | Notturno                           | -                                                  | Gian Piero Reverberi, Aldo Tagliapietra, Antonio Pagliuca                  | Le Orme              |
| 1974 | Maggio                             | -                                                  | Gian Piero Reverberi, Aldo Tagliapietra, Antonio Pagliuca                  | Le Orme              |
| 1981 | Vivo a modo mio                    | Andrea Lo Vecchio                                  | Gian Piero Reverberi                                                       | Nicola Di Bari       |
| 1981 | Hop hop somarello                  | Enzo Ghinazzi, Paolo Barabani                      | Gian Piero Reverberi, Paolo Barabani                                       | Paolo Barabani       |
| 1982 | Buon Natale                        | Enzo Ghinazzi, Paolo Barabani                      | Gian Piero Reverberi, Paolo Barabani                                       | Paolo Barabani       |
| 1982 | Made in Italy                      | Cristiano Minellono                                | Gian Piero Reverberi, Dario Farina                                         | Ricchi e Poveri      |
| 1982 | Fortissimo                         | Cristiano Minellono                                | Gian Piero Reverberi, Paolo Barabani                                       | Ricchi e Poveri      |
| 2006 | Crazy                              | Thomas Callaway, Brian Burton                      | Gian Franco Reverberi, Gian Piero Reverberi, Thomas Callaway, Brian Burton | Gnarls Barkley       |

## Arrangiamenti, direzioni d'orchestra, autore

### Daniele Pace
- 1979 La spirale: autore della musica

### Rondò Veneziano
- 1980-2010 – Discografia dei Rondò Veneziano: tutte le musiche sono di G. P. Reverberi, L. Giordano  e I. Pavesi (con alcune collaborazioni di D. Farina, G. Zuppone, F. Fochesato).

### Michele Maisano
- 1963 – Michele: direzione d'orchestra, arrangiatore e autore.
- 1964 – Ti ringrazio perché/Vado da lei: direzione d'orchestra, arrangiatore e autore di

1. Ti ringrazio perché (testo e musica di Gian Piero Reverberi e Sergio Bardotti).

- 1965 – Dopo i giorni dell'amore/Ti senti sola stasera: direzione d'orchestra, arrangiatore di Dopo i giorni dell'amore.
- 1967 – Dite a Laura che l'amo/Quando parlo di te: direzione d'orchestra.
- 1968 - Che male c'è/Io tornerò: arrangiatore e direzione d'orchestra.

### Lucio Dalla
- 1964 – Lei (non è per me)/Ma questa sera: produttore e arrangiatore[4].
- 1966 – 1999: arrangiatore dell'album ad esclusione del brano Io non ci sarò, arrangiato da Ruggero Cini e autore di

1. Tutto il male del mondo (testo di Sergio Bardotti; musica di Lucio Dalla e Gian Piero Reverberi),
2. La paura (testo di Sergio Bardotti; musica di Lucio Dalla e Gian Piero Reverberi),
3. Io non ci sarò (testo di Sergio Bardotti; musica di Lucio Dalla e Gian Piero Reverberi).

- 1966 – Pafff... bum!/Io non ho pianto mai così: arrangiatore su musica di Gian Franco Reverberi[5].
- 1979 – Lucio Dalla: direzione d'orchestra e arrangiatore di Anna e Marco, Tango, Notte e L'anno che verrà.

### Ron
- 1980 – Una città per cantare: direzione d'orchestra e arrangiatore.

### Gino Paoli
- 1959 - La gatta: flauto, basso elettrico e batteria
- Grazie: arrangiatore dell'orchestra (6 elementi)
- 1960 - Sassi/Maschere: arrangiatore, direzione d'orchestra e autore di

1. Maschere (testo di Gino Paoli; musica di Gian Piero Reverberi)

- Io vivo nella luna
- Co-eds
- Però ti voglio bene
- Volevo averti per me
- Prima di vederti
- Sarà lo stesso
- Il cielo in una stanza

### Bruno Lauzi
- 1974 – Lauzi oggi: arrangiatore di In campagna, Molecole.

### Ornella Vanoni
- 1970 – Appuntamento con Ornella Vanoni: arrangiatore di In questo silenzio, Sto con lui, Una ragione di più, autore e arrangiatore de

1. Il mio coraggio (testo e musica di Luciano Beretta e Gian Piero Reverberi).

- 1973 – Dettagli: arrangiatore e direzione d'orchestra per Come l'estate, Ancora un momento.

### Luigi Tenco
- Quando, orchestra di 12 elementi
- 1962 - Luigi Tenco, arrangiatore di Come mi vedono gli altri, Il Tempo passò
- 1959 - Mi chiedi solo amore, Senza parole (too close to me)
- 1961 - I miei giorni perduti, Triste sera, Una vita inutile, Ti ricorderai e Se qualcuno ti dirà
- 1967 - Ciao amore ciao - direzione nel 17º Festival di Sanremo (brano eliminato dopo il primo giorno, a cui seguì il supposto suicidio del cantante, avvenuto il 27 gennaio dello stesso anno).

### Mina
- 1970 – Io e te da soli: arrangiatore.
- 1971 – Amor mio/Capirò: arrangiatore.

### Lucio Battisti
- 1969 – Lucio Battisti: arrangiamento, orchestrazioni e direzione d'orchestra di Non è Francesca, Un'avventura.
- 1970 – Emozioni: arrangiamento, orchestrazioni e direzione d'orchestra di Emozioni, Anna.
- 1971 – Pensieri e parole/Insieme a te sto bene: arrangiamenti, orchestrazioni e direzione d'orchestra.
- 1971 – La canzone del sole/Anche per te: arrangiamenti, orchestrazioni e direzione d'orchestra.
- 1972 – Umanamente uomo: il sogno: arrangiamenti e orchestrazioni.
- 1972 – Il mio canto libero: pianoforte, arrangiamenti e orchestrazioni.
- 1973 – Il nostro caro angelo: tastiere, arrangiamenti e orchestrazioni.

### Le Orme
- 1970 – Il singolo Il profumo delle viole: produzione artistica.
- 1971 – Collage: arrangiamenti e produzione, testi di A. Pagliuca e G. P. Reverberi, musiche di G. P. Reverberi e A. Tagliapietra.
- 1972 – Uomo di pezza : arrangiamenti, pianoforte e produzione, musiche di G. P. Reverberi e A. Tagliapietra.
- 1973 – Felona e Sorona: arrangiamenti e produzione, musiche di G. P. Reverberi e A. Tagliapietra.
- 1974 – Contrappunti: arrangiamenti, produzione, composizione e pianoforte, musiche di G. P. Reverberi, A. Pagliuca e A. Tagliapietra.
- 1975 – Smogmagica: produzione, musiche di G. P. Reverberi, T. Marton e A. Tagliapietra.
- 1976  – Canzone d'amore/È finita una stagione: musiche di G. P. Reverberi e A. Tagliapietra.
- 1979 – Florian: coproduzione artistica.

### New Trolls
- 1968 – Senza orario senza bandiera: arrangiatore e compositore di intermezzi, testi di R. Mannerini e G. P. Reverberi, musiche di N. Di Palo, V. De Scalzi e G. P. Reverberi.
- 1983 – America O.K.: arrangiatore dei brani.

### Fabrizio De André
Gian Piero Reverberi è l'arrangiatore di De André dai primi anni sessanta fino a La buona novella (1970). In seguito torna a collaborarvi, sempre in veste di arrangiatore, per Canzoni (1974) e Rimini (1978).
- 1967 – Vol. 1º: le musiche di La canzone di Barbara, Preghiera in gennaio, Spiritual, Bocca di Rosa sono di G. P. Reverberi e F. De André.
- 1968  – Tutti morimmo a stento: tutte le musiche sono di G. P. Reverberi e F. De André.
- 1970 – La buona novella: tutte le musiche sono di G. P. Reverberi e F. De André tranne Il testamento di Tito di C. Castellari.

Nel 2005, supervisiona e collabora alla produzione della raccolta ufficiale In direzione ostinata e contraria, insieme con la vedova di De André, Dori Ghezzi.

### Eros Ramazzotti
- 2007 – e²: direzione d'orchestra, la London Session Orchestra, e arrangiatore di Adesso tu, Musica è, E ancor mi chiedo e Solo ieri.

### Umberto Balsamo
- 1974 – Passato presente e futuro: direzione d'orchestra e arrangiatore.
- 1975 – Natalì: direzione d'orchestra e arrangiatore.
- 1977 – Malgrado tutto... l'angelo azzurro: arrangiatore dell'album.
- 1978 – Crepuscolo d'amore: arrangiatore dell'album.
- 1979 – Balla: arrangiatore dell'album.

### Ivan Graziani
- 1983 – Ivan Graziani: produttore, arrangiatore e tastiere.

### Caterina Caselli
- 1966 – Se lo dici tu: musica e arrangiatore del brano.

### Nicola Di Bari
- 1967 – Se mai ti parlassero di me/Giramondo: arrangiatore dei brani[6].
- 1968 - Il mondo è grigio, il mondo è blu/Solo ciao: arrangiatore e direzione d'orchestra.
- 1969 – Eternamente/La vita e l'amore: direzione d'orchestra.
- 1977 – Nicola Di Bari: arrangiatore dell'album.

### Paolo Barabani
- 1980 – In riva al bar: autore dei brani.
- 1981 – Buon Natale/Neve di primavera: musiche di G. P. Reverberi e P. Barabani.

### Pupo
- 1980 – Più di prima: direzione d'orchestra, arrangiatore e tastiere.
- 1981 – Lo devo solo a te: direzione d'orchestra e arrangiatore.

### Al Bano
- 1982 – Aria pura: direzione d'orchestra, arrangiatore di Aria pura, Felicità, Prima notte d'amore, Sharazan, Angeli, E fu subito amore, Canto di libertà e Caro Gesù.
- 1982 – Felicità: direzione d'orchestra, arrangiatore dell'album ad eccezione de Il ballo del qua qua ed Arrivederci a Bahia di Pinuccio Pirazzoli.

### Ricchi e Poveri
- 1970 – La prima cosa bella/Due gocce d'acqua: direzione d'orchestra e arrangiatore di La prima cosa bella.
- 1972 – Una musica/Il fantasma: produttore e arrangiatore.
- 1973 – Dolce frutto/Grazie mille: produttore e arrangiatore.
- 1973 – Piccolo amore mio/Dolce è la mano: produttore e arrangiatore.
- 1974 – Penso sorrido e canto: produttore dell'album e arrangiatore dei brani Penso sorrido e canto, Dolce è la mano e Sinceramente.
- 1981 – E penso a te: direzione d'orchestra, tastiere, sintetizzatore, arrangiatore dei brani e autore di

1. Made in Italy (testo di Cristiano Minellono; musica di Gian Piero Reverberi e di Dario Farina).

- 1982 – Mamma Maria: direzione d'orchestra, arrangiatore dei brani e autore di

1. Fortissimo (testo di Cristiano Minellono; musica di Gian Piero Reverberi e di Paolo Barabani).

- 1983 – Voulez vous danser: arrangiatore dei brani.

### Dario Farina
- 1982 – Sei La sola Che Amo/Sei Di Più: arrangiatore dei brani.

### Pino Donaggio
- 1965 - Io che non vivo (senza te)/Il mondo di notte: arrangiatore dei brani e direzione orchestra.
- 1967 – Gianni/Ripensaci: arrangiatore dei brani[7].
- 1968 – Non domandarti/Vent'anni questa sera: arrangiatore dei brani[8].
- 1969 – Una donna/Perdutamente: arrangiatore dei brani[9].

### Patty Pravo
- 1971 – Di vero in fondo: arrangiatore di Foglie Morte, Soolaimon, Canzone degli amanti[10].
- 1971 – Per aver visto un uomo piangere e soffrire Dio si trasformò in musica e poesia: direzione d'orchestra di Morire... Dormire... Forse Sognare.

### Wilma Goich
- 1968 – Gli occhi miei/La tua città: direttore di orchestra de

1. La tua città (testo e musica di Carlo Donida e Mogol).

### Mal (Paul Bradley)
- 1981 – Silhouette: arrangiamento dell'album e autore di

1. Liberty Jones (testo e musica di Dino Cabano e Gian Piero Reverberi),
2. They Had To Dance (testo e musica di Paolo Barabani e Gian Piero Reverberi),
3. Secrets (testo e musica di Dario Farina, Paolo Barabani, Gian Piero Reverberi e Paul Bradley),
4. Working All Day (testo e musica di Dino Cabano, Gian Franco Reverberi e Gian Piero Reverberi).

### Vincenzo Spampinato
- Lettera a Babbo Natale (testo di V. Spampinato, musica di G. P. Reverberi e I. Pavesi).

### Alunni del Sole
- ...E mi manchi tanto - Album 1973 (Produttoriassociati)
- Le maschere infuocate - Album 1976 (Produttoriassociati)
- 'A canzuncella - Album 1977 (Produttoriassociati)
- Tarantè - Album 1978 (Ricordi)
- Liù - Album 1979 (Ricordi)

### Franco Fanigliulo
- Io e me - Album 1979